# Babilonski koledar
Babilonski koledar je bil lunisolarni koledar. Leto je imelo dvanajst lunarnih mesesev (arḫu), ki so se začenjali z dnem, ko se je po sončnem zahodu nad zahodnim obzorjem prvič pojavil srp mlade lune. Lunarnim mesecem so po potrebi z odlokom dodali prestopni mesec. Koledar, ki je temeljil na starem sumerskem koledarju (Ur III), se je ohranil v Šulgijevem umskem koledarju (okoli 21. stoletja pr. n. št.).

## Meseci
Leto se je začelo spomladi. Razdeljeno je bilo na tri letne čase: reš šati (začetek), mišil šati (sredino) in kīt šati (konec leta). Da je koledar nastal v Babiloniji in ne kasneje v Asiriji, dokazuje dejstvo, da imajo imena glavnih asirskih bogov samo prestopni meseci. V 6. stoletju pr. n. št. so Hebrejci v babilonskem izgnantvu v svojem koledarju prevzeli babilonska imena mesecev. Mnogo istih imen mesecev je prevzel tudi asirski koledar, ki se je uporabljal v Iraku in Levantu. Med temi imeni so na primer lijar, tamuz, ab, elul, tišri in adar,
| Letni čas  |    | Ime meseca                                          | Predsedujoča božanstva | Nebesno znamenje                                                       | Hebrejski ekvivalent                                                   | Gregorijanski ekvivalent                                               |
| ---------- | -- | --------------------------------------------------- | ---------------------- | ---------------------------------------------------------------------- | ---------------------------------------------------------------------- | ---------------------------------------------------------------------- |
| Reš Šati   | 1  | Araḫ Nisānu 'mesec svetišča'                        | Anu in Bel             | KU (oven)                                                              | Nisan                                                                  | marec/april                                                            |
| Reš Šati   | 2  | Araḫ Āru 'mesec bika'                               | Ea                     | (bik)                                                                  | Ijar                                                                   | april/maj                                                              |
| Reš Šati   | 3  | Araḫ Simanu                                         | Sin                    | BI(KAŠ) (dvojčka)                                                      | Sivan                                                                  | maj/junij                                                              |
| Reš Šati   | 4  | Araḫ Dumuzu 'mesec Tamuza'                          | Tamuz                  | (rak)                                                                  | Tamuz                                                                  | junij/julij                                                            |
| Mišil Šati | 5  | Araḫ Abu                                            |                        | āru (lev)                                                              | Av                                                                     | julij/avgust                                                           |
| Mišil Šati | 6  | Araḫ Ulūlu                                          | Ištar                  | (devica)                                                               | Elul                                                                   | avgust/september                                                       |
| Mišil Šati | 7  | Araḫ Tišritum 'mesec začetka' (druge polovice leta) | Šamaš                  | (tehtnica)                                                             | Tišrej                                                                 | september/oktober                                                      |
| Mišil Šati | 8  | Araḫ Samna 'mesec polaganja temeljev'               | Marduk                 | (škorpijon)                                                            | Češvan                                                                 | oktober/november                                                       |
| Kīt Šati   | 9  | Araḫ Kislimu                                        | Nergal                 | (strelec)                                                              | Kislev                                                                 | november/december                                                      |
| Kīt Šati   | 10 | Araḫ Ṭebētum 'mesec prihodnje vode'                 | Pap-sukal              | saḫ (kozorog ?)                                                        | Tevet                                                                  | december/januar                                                        |
| Kīt Šati   | 11 | Araḫ Šabaṭu                                         |                        | qā (vodnar ?)                                                          | Ševat                                                                  | januar/februar                                                         |
| Kīt Šati   | 12 | Araḫ Addaru ~ Araḫ Adār 'mesec Adarja'              | Era                    | (ribi)                                                                 | Adar                                                                   | februar/marec                                                          |
| Prestopni  | 13 | Araḫ Makaruša Addari ~ Araḫ Ve-Adār                 | Ašur                   | V 17. letu 19 letnega cikla se je prestopni mesec imenoval Araḫ Ulūlu. | V 17. letu 19 letnega cikla se je prestopni mesec imenoval Araḫ Ulūlu. | V 17. letu 19 letnega cikla se je prestopni mesec imenoval Araḫ Ulūlu. |

Do 5. stoletja pr. n. št. je koledar temeljil izključno na opazovanjih, okoli leta 499 pr. n. št. pa so ga začeli usklajevati z 19 letnim lunisolarnim ciklom, ki je imel 235 mesecev. Cikel se po Metonu Atenskem (432 pr. n. št.) imenuje tudi Metonov ciklus, čeprav ga je verjetno prevzel od Babiloncev. Po ne več kot treh osamljenih izjemah se je koledar po letu 380 pr. n. št. brez izjem držal lunisolarnega cikla. V celem ciklu se je vsako leto vstavil prestopni mesec Adaru 2, razen v 17. letu cikla, ko se je vstavil prestopni mesec Ululu 2. Prvi dan vsakega meseca se je vedno začel s sončnim zahodom in trajal do dne, ko so prvič ponovno opazili Lunin prvi krajec. Mesec zato nikoli ni imel določendga števila dni.

## Dnevi
Babilonci so vsak sedmi dan, štet od mlaja, praznovali kot »svet dan«. Imenovali so ga tudi »zloben dan«, se pravi neprimeren za prepovedane dejavnosti. Na te dneve so bile za uradnike prepovedane nekatere dejavnosti, običajnim prebivalcem pa je bilo prepovedano »izrekanje želja«, se pravi darovanje. Najmanj vsak 28. dan je bil »dan počitka«. Vsak sedmi dan so darovali bogovom in boginjam, verjetno po sončnem zahodu, da bi ne kršili omenjene prepovedi. Na 7. dan so darovali Merodahu in Ištar, na 14. dan Ninlilu in Nergal, na 21. dan Sinu in Šamašu in na 28. dan Enkiju in Mahu. Tablice iz 6. stoletja pr. n. št., napisane med vladavino Kira Velikega in Kambiza, kažejo, da so bili datumi včasih približni. Lunin cikel je imel tri sedemdnevne tedne in zadnji teden z osmimi ali devetimi dnevi, ki so prekinili sedemdnevni cikel.
Med teorijami o nastanku šabata Univerzalna judovska enciklopedija podpira teorijo asiriologov, na primer Friedricha Delitzscha da je šabat nastal iz lunarnega cikla, sestavljenega iz štirih tednov, ki so se končali na šabat, in enega ali dveh prestopnih dni mesečno. Med težave v tej teoriji sodita usklajevanje razlike med neprekinjenim tednom in lunarnim tednom in odsotnost besedila v katerem koli jeziku, ki bi lunarni teden imenovalo šabat.
Iz rekonstruiranih besedil na odlomkih tablic je razvidno, da so za polno luno redko uporabili besedo sapatum ali sabatum. Beseda je sorodna ali se je združila s hebrejskim izrazom šabat, vendar je povezana z mesečnim in ne s tedenskim ciklom. Omenja se tudi kot oblika sumerskega izraza sa-bat (sredi počitka), ki je dokazano enakovreden akadskemu um nuh libi (dan sredi počivanja ali mirovanja). Po mnenju Marcella Craverija je šabat skoraj zagotovo nastal iz babilonskega šabatu, praznika na polno luno, vendar so se vsi sledovi njegovega nastanka izgubili. Hebrejci ga pripisujejo svetopisemski legendi.
Babilonci so vsak 19. dan v mesecu praznovali kot »grešni dan« ali »dan jeze«, ker je bil približno 49. dan, štet od prvega dne preteklega meseca, in zadnji dan »tedna tednov«, se pravi sedmega tedna. Dan so posvetili Guli in darovali Ninurti. Na ta dan so bile prepovedi verjetno še strožje.